# Standard Gargoyle Decisions
Standard Gargoyle Decisions è il settimo album in studio long playing di Robert Pollard, membro fondatore dei Guided by Voices; venne pubblicato nel 2007 negli Stati Uniti d'America sia in vinile che in CD dalla Merge Records. Venne pubblicato in contemporanea a Coast to Coast Carpet of Love. Anche in questo album Pollard, autore dei brani, si limita a cantare mentre il produttore Todd Tobias suona tutti gli strumenti che vennero poi sovraincisi in fase di produzione.

## Tracce
Lato A
1. The Killers
2. Pill Gone Girl
3. Hero Blows the Revolution
4. Psycho-Inertia
5. Shadow Port
6. Lay Me Down
7. Butcher Man
8. Motion Sickness Ghosts

Lato B
1. I in the World
2. Here Comes Garcia
3. The Island Lobby
4. Folded Claws
5. Feel Not Crushed
6. Accusations
7. Don't Trust Anybody
8. Come Here Beautiful
9. Spider Eyes

## Musicisti
- Todd Tobias: basso, batteria, percussioni, chitarra, tastiere
- Robert Pollard: voce